# イ・アイ・イ・インターナショナル
イ・アイ・イ・インターナショナル（EIEインターナショナル。以下、イ・アイ・イをEIEと記す）は、かつて存在した日本の不動産会社である。
電子周辺機器商社の株式会社イ・アイ・イから始まったEIEグループの中枢企業であり、バブル期に日本長期信用銀行（長銀、現在の新生銀行）や東京協和信用組合、安全信用組合から巨額の融資を受け、リゾートを中心に不動産投資を行った。バブル崩壊により巨額の負債を抱え、2000年（平成12年）6月、破産宣告により事実上破綻した。
バブル期に同様に隆盛を極めながら、バブル崩壊により経営に行き詰まった麻布建物、第一不動産、秀和と共に、バブル期を象徴する不動産会社として4社で並び称された。

## 歴史

### 金融機関との出会い
EIEの社名は「エレクトロニック・アンド・インダストリアル・エンタプライゼス」の頭文字を取っており、当初は磁気テープなどの3M製品の輸入を扱っていた。1960年（昭和35年）に3M社が日本法人住友スリーエムを設立してからは、徐々に3Mの独占販売権を失っていった。1971年までの一時期、発明家の中松義郎が副社長を務めたこともあった。
1977年（昭和52年）3月、高橋義治がEIEの社長に就任。1983年（昭和58年）より社長となる高橋治則は義治の息子である。治則が、慶應義塾大学の5年先輩である河西宏和とともに東京・六本木で設立した貿易会社「国洋開発」が、後のEIEインターナショナルの前身となる。
1970年代後半には、EIEは円高により多額の為替差益を得た。
1982年（昭和57年）、治則は台湾華僑系の信組で前理事長の不正により経営危機に瀕していた協和信用組合（後の東京協和信用組合）の理事Yから10億円あまりの資金集めの依頼を受けた。人脈を通じ集金に成功した治則は同信組の非常勤理事、翌1983年（昭和58年）には副理事長に就任した。当時EIE本社が入居していたビルに本店があった安全信用組合とも繋がりを深めていった。以下、本項では東京協和信用組合と安全信用組合をあわせて二信組と表記する。
1985年（昭和60年）、EIEデータへの融資を通じ、長銀とEIEグループとの取引が始まった。翌1986年（昭和61年）8月には、電子周辺機器商社のEIEは株式を店頭公開した。同年携帯電話の普及を目論み、日本携帯電話を設立した。

### 急成長
1985年（昭和60年）、治則がかつて勤務していた日本航空のグループ会社である日本航空開発（現JALホテルズ）の役員に請われ、日航開発がサイパンで開発したリゾートホテルの隣接地を購入。ホテル周辺にいかがわしい施設が出来るのを防ぐことが目的だったが、これがEIEインターナショナルがリゾート事業に進出するきっかけとなる。
プラザ合意による円高ドル安も追い風となり、翌1986年（昭和61年）には、同じサイパンにあるハイアット・サイパンを42億円で買収。翌年1987年（昭和62年）には香港のボンドセンター（現：リッポーセンター）を買収、オーストラリアにボンド・コーポレーションと共同でボンド大学を設立。1989年にはニューヨークのリージェント・ニューヨーク（後のフォーシーズンズ）を建設するなど、世界中の不動産を買いあさった。
日本国内でも、1987年（昭和62年）に伊豆シャボテン公園・伊豆ぐらんぱる公園を買収。アンゼルム・キーファーなどの1990年代以降の現代美術作品を集めた伊豆現代美術館の構想を立てた（実現せず）。日本各地でのゴルフ場開発も精力的に行った。
企業への投資としては、1983年（昭和58年）に東証2部上場の産業用照明器具メーカーの森電機（現アジアグロースキャピタル）の筆頭株主となり、翌年にはハードディスクドライブ事業への進出を発表し、買収当時100円台だった株価を2,800円まで押し上げた。後に投資した大明や文化シヤッターも仕手株のような値動きをした。
1988年（昭和63年）には、債務超過に陥っていた東証2部上場の日新汽船（1990年に、シーコム株式会社に社名変更）を買収。フィジーやオーストラリアでのリゾート開発や旅行代理店などに事業展開させた。EIEインターナショナルの1991年度末の総資産は6068億円で、東急不動産の7991億円に迫る勢いであった。それに対し売上高は数十億、借入金は6027億円で、当時の長期プライムレートで調達したと仮定すると、年間の支払利息は400億円を超えていたことになる。100社を越えるEIEグループ全体の総資産は1兆円を超えていたとされ、主な不動産資産としては下記のような物件があった。金額は購入額。
- サンクチュアリ・コーブ (Sanctuary Cove, Queensland) （オーストラリア・ゴールドコースト） 612億円
- ブリタニックハウス（イギリス・ロンドン） 607億円
- 虎ノ門ビル（日本・東京都港区）420億円
- ボンドセンター（香港） 409億円
- リージェントシドニー (Regent International Hotels) （オーストラリア・シドニー） 389億円
- リージェントニューヨーク（アメリカ・ニューヨーク） 389億円

### 終局
1989年（平成元年）から1990年（平成2年）にかけては次々に大型プロジェクトを推進したため資金繰りに窮するようになった。1990年12月17日には長銀の管理下に入り、日本国内・国外の多くの物件が処分され、EIEの手を離れていった。
1993年（平成5年）、長銀はEIEグループへの支援を打ち切り、治則は再建を目指す。大分県に計画したゴルフ場の白地会員権を担保にしたり、休眠中の山梨県のリゾート子会社を通すなどして、繋がりを持つ東京協和・安全の両信組から迂回融資を受けた。その融資は返済が滞り、不良債権化していった。
1994年（平成6年）10月、東京都は二信組に対し、異例の検査を行う。同年末には二信組は都から破産宣告を申し立てられ、受け皿銀行の「東京共同銀行」で処理されることが決まった。治則は代表理事を辞任した。1995年（平成7年）3月9日、治則は衆議院予算委員会で証人喚問に立ち、山口敏夫の親族企業への融資や、大蔵省の官僚への接待を証言。同年6月27日、治則は背任容疑で東京地検特捜部に逮捕された。
EIEに対する乱脈融資を繰り返した長銀は、1998年（平成10年）10月に事実上破綻、一時国有化された。1998年12月、パチンコ台製造大手のアルゼが第三社割り当て増資に応じEIEを買収し、1999年（平成11年）6月にテクニカルマネージメントに社名変更した。同社は2000年（平成12年）10月1日にシグマと環デザインと合併し、アドアーズ株式会社となった。
2000年6月に破産宣告を受け、EIEインターナショナルは事実上倒産した。負債総額は4764億円で、2000年度では9番目の大型倒産となった。